# Eresia extensa
Eresia extensa är en fjärilsart som beskrevs av Hall 1929. Eresia extensa ingår i släktet Eresia och familjen praktfjärilar. Inga underarter finns listade i Catalogue of Life.